# East Japan Railway Company

Englisches Logo

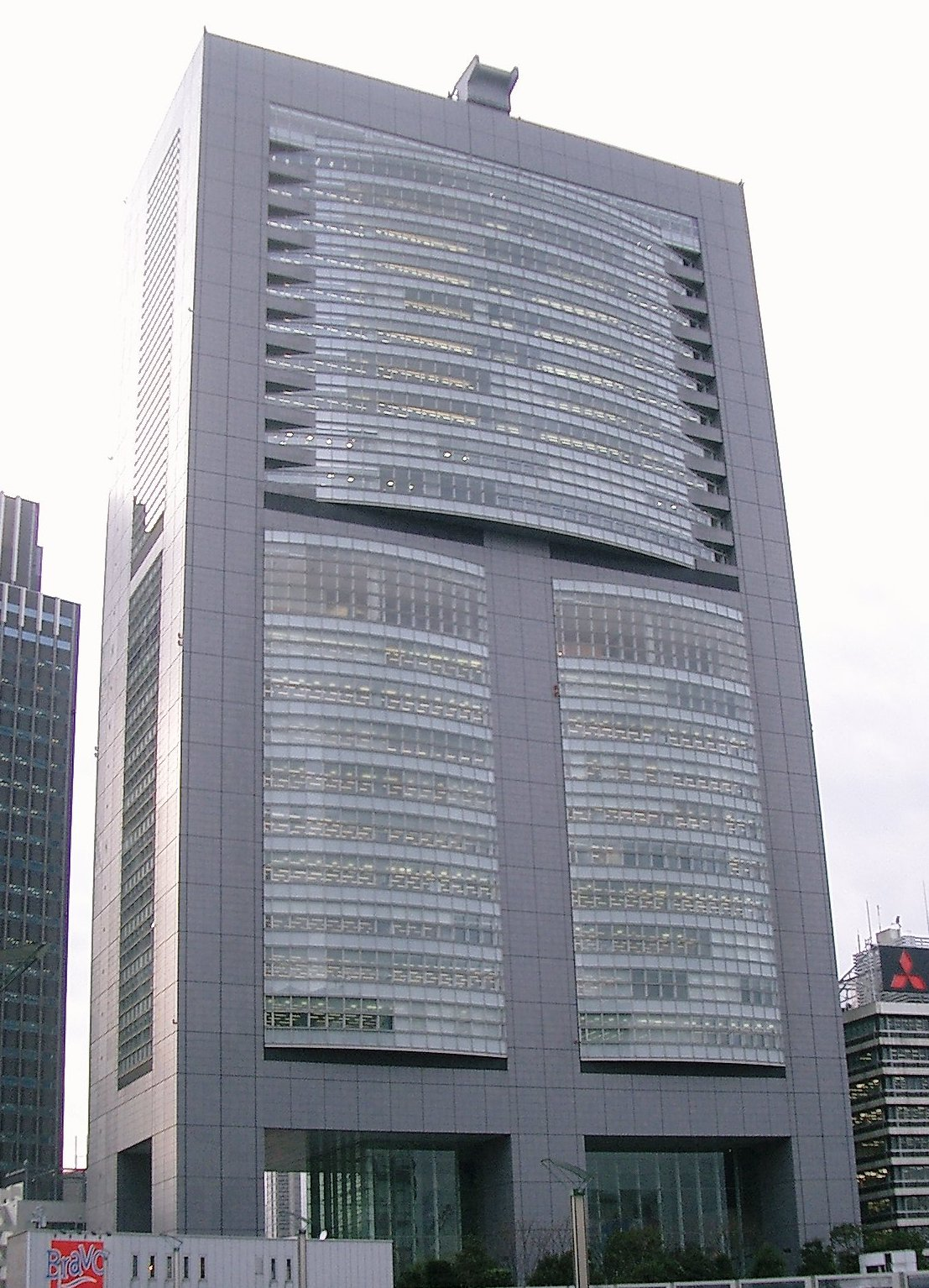
Der Hauptsitz des Unternehmens im JR Higashi-Nihon Building im Tokioter Stadtteil Yoyogi, in der Nähe des Bahnhofs Shinjuku

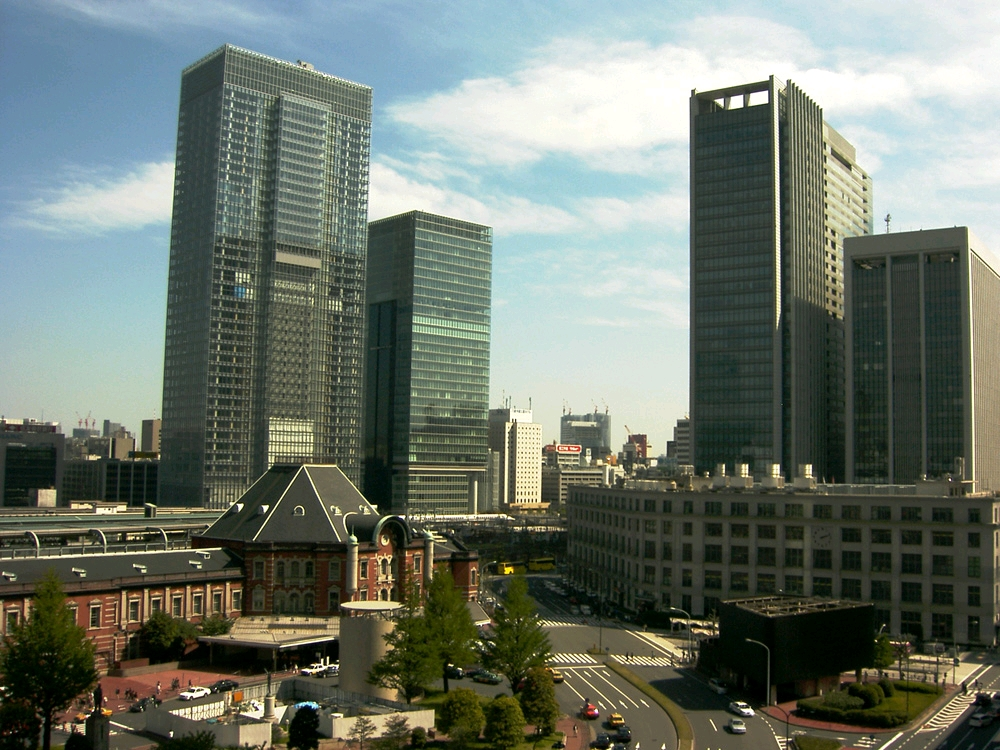
Bahnhof Tokio

East Japan Railway Company (engl. für jap. 東日本旅客鉄道株式会社, Higashi-Nihon ryokaku tetsudō Kabushiki kaisha, wörtl. „ostjapanische Passagiereisenbahn Aktiengesellschaft“) auch oft als JR Higashi-Nihon (JR東日本), engl. JR East, abgekürzt, gelistet im Nikkei 225, ist eine der weltweit größten Bahngesellschaften für Personenverkehr und eine der sieben Nachfolger der 1987 privatisierten Japanischen Staatsbahn (engl. Japanese National Railways).
Größter Aktionär (Stand: 31. März 2015) ist die Mizuho Financial Group mit 4,99 % der Aktien.

## Geschichte
Das Unternehmen wurde am 1. April 1987 gegründet, nachdem die staatliche Eisenbahngesellschaft Japans privatisiert und aufgespalten wurde. Obwohl dies eigentlich eine „Privatisierung“ war, war die Gesellschaft trotz allem für die nachfolgenden Jahre weiterhin komplett im Staatsbesitz und erst 2002 waren dann auch die letzten Anteile verkauft.
Nach der Auflösung der JNR übernahm JR East den Betrieb des Personenverkehrs auf den früheren JNR Strecken im Großraum Tokio und der Region Tohoku.
1991 kaufte die JR East die Tohoku- und die Joetsu-Linie für insgesamt (umgerechnet) 37 Milliarden D-Mark von der JNR dazu.
1992 gründete die East Japan Railway Company die gemeinnützige Non-Profit-Organisation East Japan Railway Culture Foundation – EJRCF, um die Eisenbahnkultur in Japan zu fördern.

## Linien

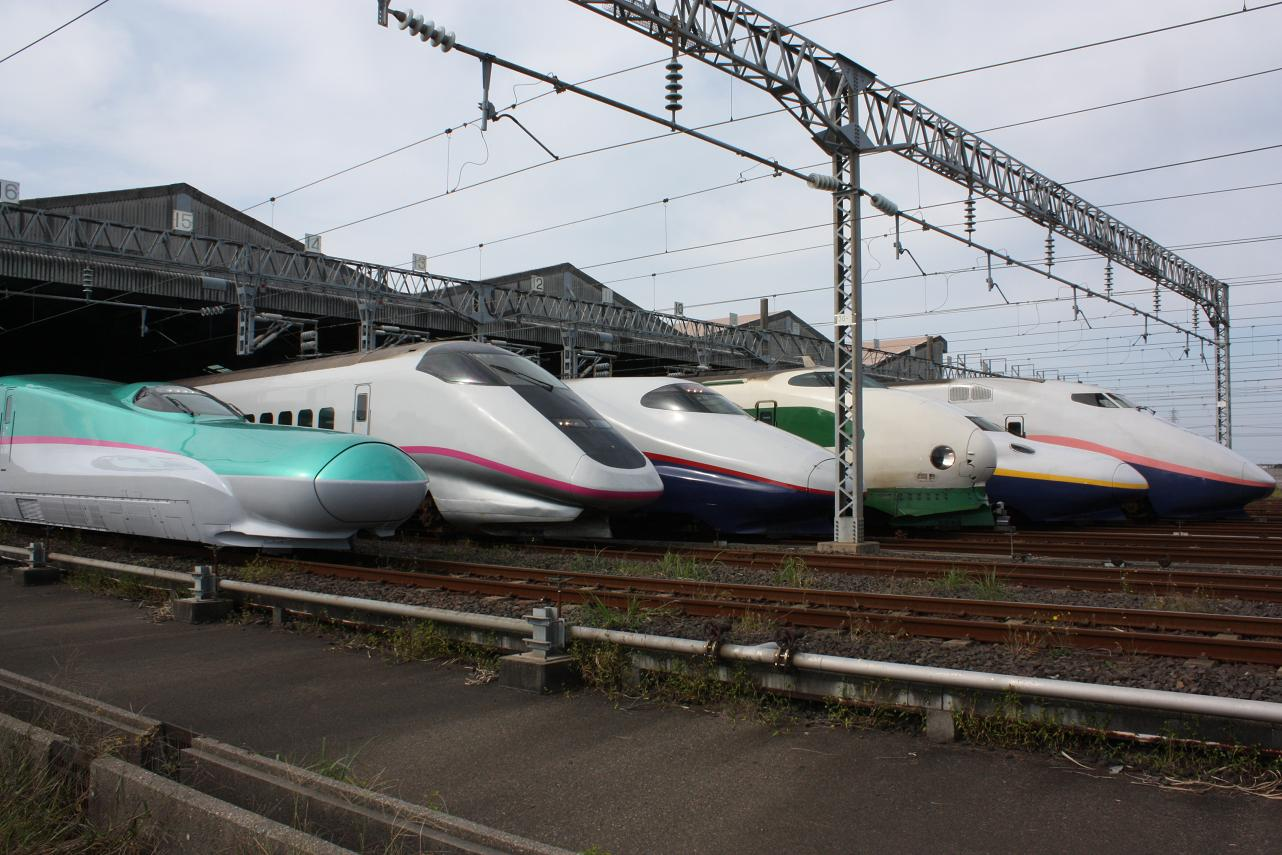
Shinkansen-Baureihen 200~E5

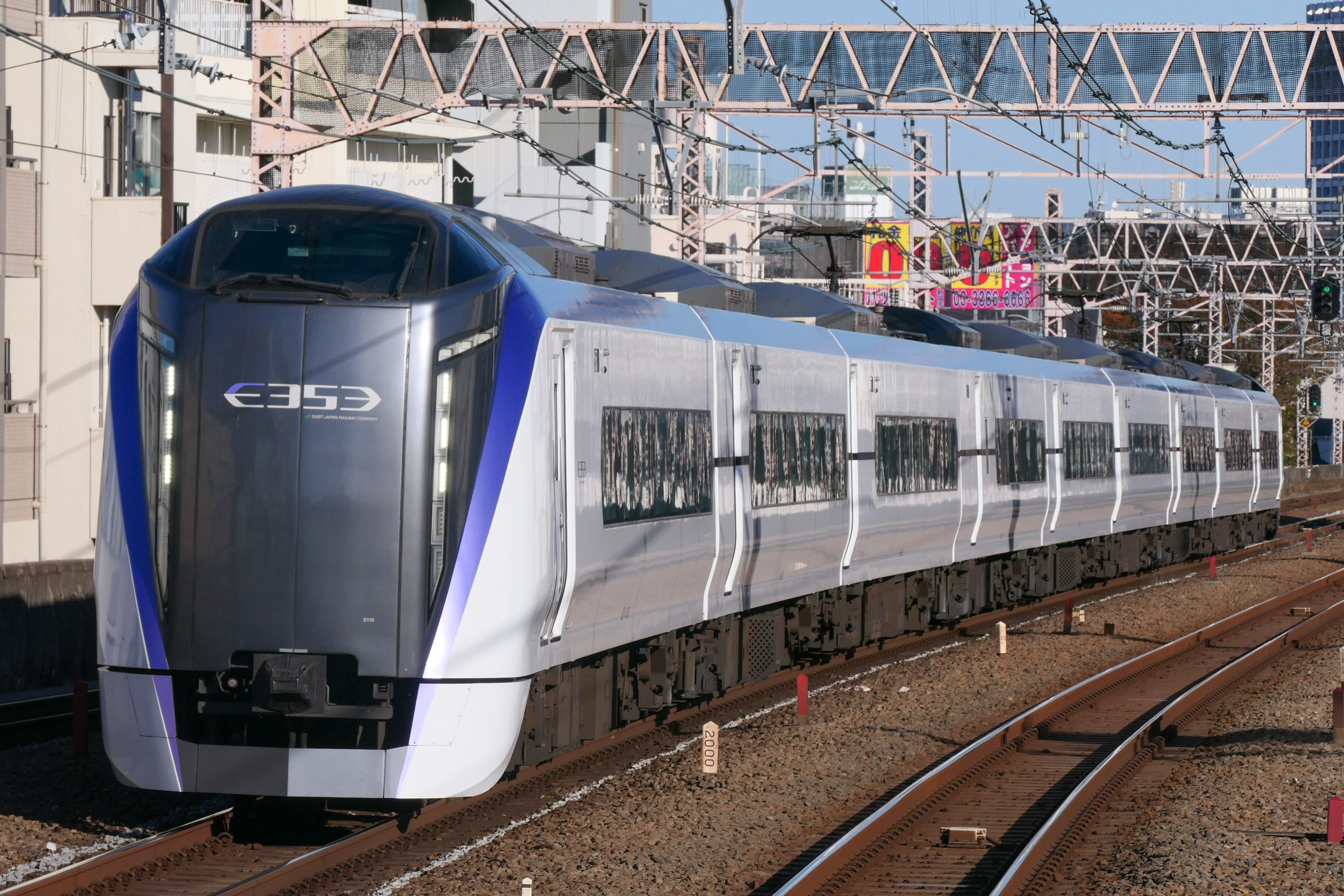
Azusa・Kaiji (Baureihe E353)

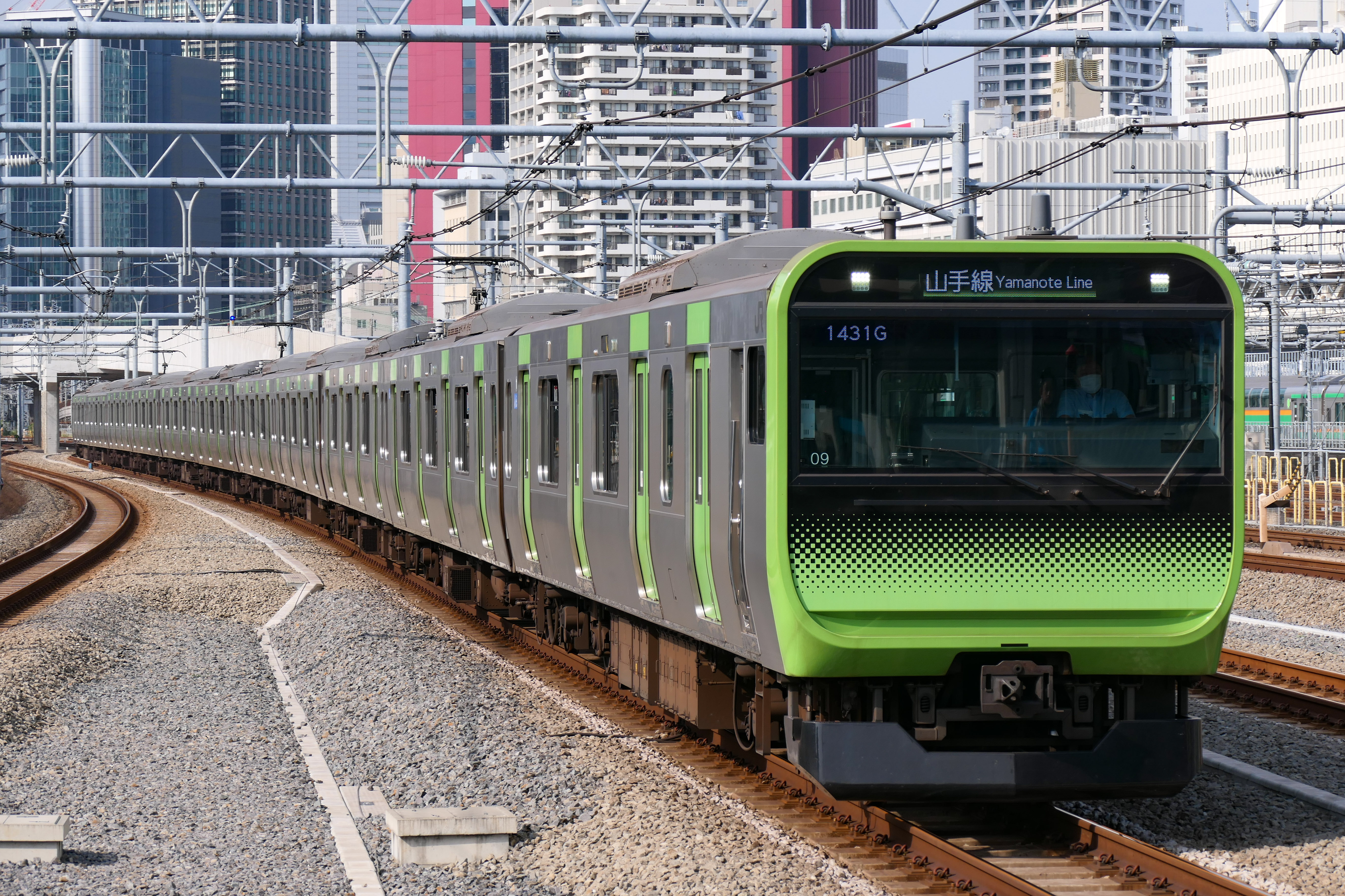
Yamanote-Linie (Baureihe E235)

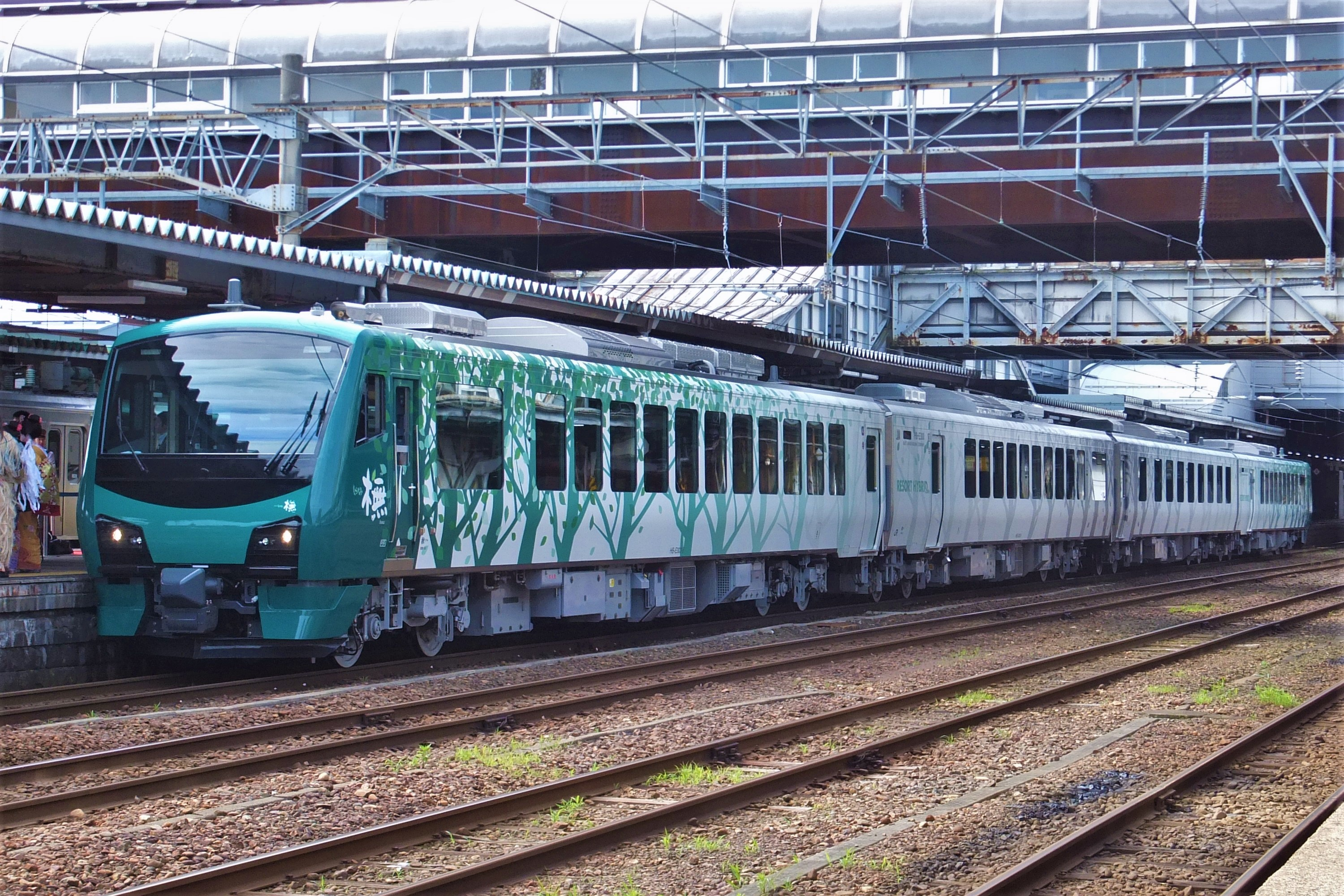
Resort-shirakami-Buna (Baureihe Kiha HB-E300)

Hauptsächlich wird die Kantō-Region und die Tohoku-Region versorgt, außerdem noch ein paar Randgebiete der Präfekturen Niigata, Nagano, Yamanashi und Shizuoka.

### Shinkansen
JR East betreibt alle Shinkansen (Hochgeschwindigkeitszüge) auf Honshu nördlich von Tokio.
- Akita-Shinkansen (秋田新幹線)(Morioka – Akita)
- Hokuriku-Shinkansen (北陸新幹線)(Tokio – Nagano)
- Jōetsu-Shinkansen (上越新幹線)(Tokio – Niigata)
- Tōhoku-Shinkansen (東北新幹線)(Tokio – Sendai – Shin-Aomori)
- Yamagata-Shinkansen (山形新幹線)(Fukushima – Shinjo)

Der Tōkaidō-Shinkansen (Tokio – Osaka) wird von JR Central betrieben, obwohl er an mehreren JR-East-Bahnhöfen hält.

### Großraum Tokio
- Akabane-Linie (赤羽線)(Ikebukuro – Akabane)
- Chūō-Hauptlinie (中央本線)(Tokio – Hachioji – Kofu)
- Chūō-Sōbu-Linie (中央・総武緩行線)(Mitaka – Tokio – Chiba)
- Hachikō-Linie (八高線)(Hachioji – Takasaki)
- Itsukaichi-Linie (五日市線)(Haijima – Musashi Itsukaichi)
- Jōban-Linie (常磐線)(Tokio – Hitachi)
- Karasuyama-Linie (烏山線)(Karasuyama – Hoshakuji)
- Kashima-Linie (鹿島線)(Katori – Kashima)
- Kawagoe-Linie (川越線)(Omiya – Kawagoe – Komagawa)
- Keihin-Tōhoku-Linie (京浜東北線)(Omiya – Tokio – Yokohama)
- Keiyō-Linie (京葉線)(Tokio – Soga)
- Kururi-Linie (久留里線)(Kisarazu – Kazusa Kameyama)
- Mito-Linie (水戸線)(Oyama – Katsuta)
- Musashino-Linie (武蔵野線)(Tokyo – Fuchu Hommachi)(Tokio äußerer Kreis)
- Nambu-Linie (南武線)(Kawasaki – Tachikawa)
- Narita-Linie (成田線)(Sakura – Choshi; Abiko – Narita; Narita – Narita Flughafen)
- Negishi-Linie (根岸線)(Yokohama – Ofuna)
- Nikkō-Linie (日光線)(Utsunomiya – Nikko)
- Ōme-Linie (青梅線)(Tachikawa – Ōme – Okutama)
- Ryōmō-Linie (両毛線)(Oyama – Shin Maebashi)
- Sagami-Linie (相模線)(Hachioji – Chigasaki)
- Saikyō-Linie (埼京線)(Osaki – Omiya)
- Shōnan-Shinjuku-Linie (湘南新宿線)(Omiya – Shinjuku – Ofuna)
- Sōbu-Linie (総武本線)(Tokyo – Choshi)
- Sotobō-Linie (外房線)(Chiba – Mobara – Awa Kamogawa)
- Takasaki-Linie (高崎線)(Omiya – Takasaki)
- Tōgane-Linie (東金線)(Naruto – Oami)
- Tōhoku-Hauptlinie (Utsunomiya-Linie) (東北本線(宇都宮線))(Ueno – Kuroiso)
- Tōkaidō-Hauptlinie (東海道本線)(Tokio – Yokohama – Atami)
- Tsurumi-Linie (鶴見線)(Tsurumi – Ougimachi; Anzen – Okawa; Asano – Umishibaura)
- Uchibō-Line (内房線)(Soga – Kisarazu – Awa Kamogawa)
- Yamanote-Linie (山手線)(Tokio innerer Kreis)
- Yokohama-Linie (横浜線)(Higashi Kanagawa – Hachioji)
- Yokosuka-Linie (横須賀線)(Tokio – Kurihama)

### Tōkai- und Kōshin’etsu-Regionalzüge
- Agatsuma-Linie (吾妻線) (Shibukawa ↔ Omae)
- Chūō-Hauptlinie (中央本線) (Kofu ↔ Shiojiri)
- Echigo-Linie (越後線) (Niigata ↔ Kashiwazaki)
- Hakushin-Linie (白新線) (Niigata ↔ Shibata)
- Iiyama-Linie (飯山線) (Toyono ↔ Echigo Kawaguchi)
- Itō-Linie (伊東線) (Atami ↔ Ito)
- Jōetsu-Linie (上越線) (Takasaki ↔ Miyauchi)
- Koumi-Linie (小海線) (Kobuchisawa ↔ Komoro)
- Ōito-Linie (大糸線) (Matsumoto ↔ Minamiotari)
- Shin’etsu-Hauptlinie (信越本線) (Takasaki ↔ Yokokawa; Shinonoi ↔ Nagano ↔ Niigata)
- Shinonoi-Linie (篠ノ井線) (Shinonoi ↔ Shiojiri)
- Yahiko-Linie (弥彦線) (Higashi-Sanjo ↔ Yahiko)

### Tōhoku-Regionalzüge
- Aterazawa-Linie (左沢線) (Kita Yamagata ↔ Aterazawa)
- Ban’etsu-Ostlinie (磐越東線) (Iwaki ↔ Koriyama)
- Ban’etsu-Westlinie (磐越西線) (Koriyama ↔ Niigata); Banetsu Monogatari Go als Sonderzug
- Gono-Linie (五能線) (Higashi Noshiro ↔ Kawabe)
- Hachinohe-Linie (八戸線) (Hachinohe ↔ Kuji)
- Hanawa-Linie (花輪線) (Odate ↔ Koma)
- Ishinomaki-Linie (石巻線) (Misato ↔ Onagawa)
- Iwaizumi-Linie (岩泉線) (Moichi ↔ Iwaizumi)
- Joban-Linie (常磐線) (Hitachi ↔ Sendai)
- Kamaishi-Linie (釜石線) (Hanamaki ↔ Kamaishi)
- Kesennuma-Linie (気仙沼線) (Maeyachi ↔ Kesennuma)
- Kitakami-Linie (北上線) (Kitakami ↔ Yokote)
- Ofunato-Linie (大船渡線) (Ichinoseki ↔ Sakari)
- Oga-Linie (男鹿線) (Oiwake ↔ Oga)
- Ominato-Linie (大湊線) (Noheji ↔ Ominato)
- Ōu-Hauptlinie (奥羽本線) (Fukushima ↔ Yamagata ↔ Akita ↔ Aomori)
- Rikū-Ostlinie (陸羽東線) (Misato ↔ Shinjō)
- Rikū-Westlinie (陸羽西線) (Shinjō↔ Shōnai)
- Senseki-Linie (仙石線) (Aobadori ↔ Ishinomaki)
- Senzan-Linie (仙山線) (Sendai ↔ Uzenchitose)
- Suigun-Linie (水郡線) (Mito ↔ Koriyama)
- Tadami-Linie (只見線) (Aizuwakamatsu ↔ Koide)
- Tazawako-Linie (田沢湖線) (Morioka ↔ Omagari)
- Tohoku-Linie (東北本線) (Kuroiso ↔ Morioka)
- Tsugaru-Linie (津軽線) (Aomori ↔ Mimmaya)
- Tsugaru-Kaikyō-Linie (津軽海峡線) (Aomori ↔ Nakaoguni) (Teil der Tsugaru-Linie)
- Uetsu-Hauptlinie (羽越本線) (Niitsu ↔ Akita)
- Yamada-Linie (山田線) (Morioka ↔ Kamaishi)
- Yonesaka-Linie (米坂線) (Yonezawa ↔ Sakamachi)

## Weitere Bereiche

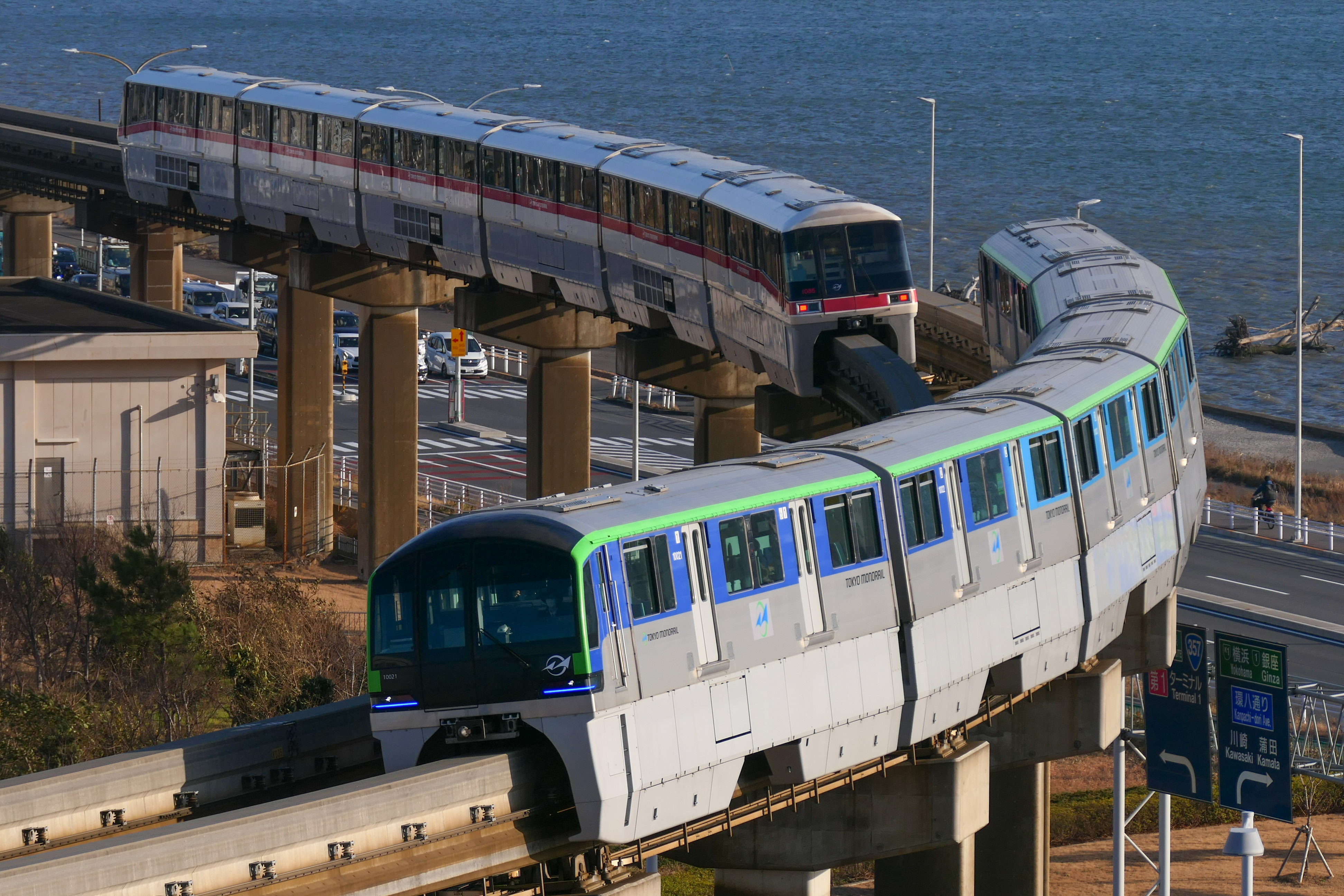
Tōkyō Monorail

- Higashi-Nihon Kiosk – betreibt Newdays Ladenkette und die Kiosks auf den Bahnhöfen
- JR Bus Kantō/JR Bus Tohoku – Buslinien zwischen den Städten
- Nippon Restaurant Enterprise – bietet abgepacktes Essen in den Zügen und Bahnhöfen an
- Tōkyō Monorail – Anbindung des Flughafens Haneda über eine Monorail-Linie in Tokio (zu 70-Prozent-Anteil, seit 18. März 2007 100 Prozent)